# Емі Вайнхаус: Назад до чорного
«Емі Вайнхаус: Назад до чорного» (англ. Amy Winehouse: Back to Black) — документальний фільм 2018 року про англійську співачку Емі Вайнхаус і створення її другого студійного альбому Back to Black 2006 року. Він містить нові інтерв'ю, а також архівні кадри.
Режисером стрічки виступив Джеремі Марре. Фільм вперше транслювався на BBC Four 14 вересня 2018 року (на 35-й день народження Вайнхаус) у рамках серії документальних фільмів Classic Albums. 2 листопада 2018 року компанія Eagle Vision випустила фільм «Емі Вайнхаус: Назад до чорного» на DVD, Blu-ray і в цифровому форматі.
Фільм має записи з закритого концерту An Intimate Evening in London, що містить кадри виступу Вайнхаус у Riverside Studios у Лондоні в лютому 2008 року. Приватне шоу було організовано для родини, друзів і керівників звукозаписних компаній.

## Головні ролі
- Емі Вайнхаус (архівне відео)
- Марк Ронсон
- Салам Ремі
- Том Елмхірст
- Даркус Біз
- Нік Шиманський
- Джульєтт Ешбі
- Діонн Бромфілд
- Ронні Спектор